# Pölfing-Brunn
Pölfing-Brunn osztrák mezőváros Stájerország Deutschlandsbergi járásában. 2017 januárjában 1646 lakosa volt. 

## Elhelyezkedése

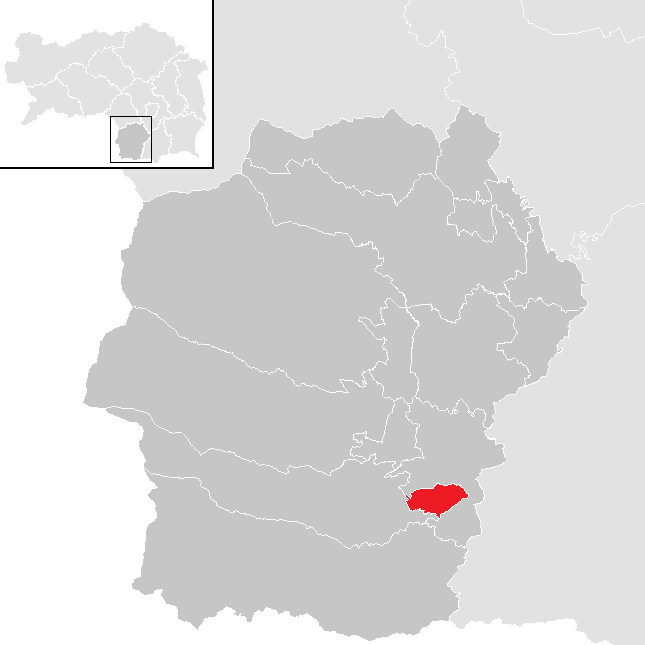
Pölfing-Brunn a Deutschlandsbergi járásban

Pölfing-Brunn a tartomány déli részén fekszik a Nyugat-Stájerország régióban, a Koralpe-hegység keleti lábánál, a Fehér-Sulm (a Mura mellékfolyója) mentén. Az önkormányzat 3 falut fog össze (valamennyit saját katasztrális községében): nyugaton Jagernigg (248 lakos), középen Brunn (1079 lakos) és keleten Pölfing (297 lakos).
A környező települések: északra és keletre Sankt Martin im Sulmtal, nyugatra Wies.

## Története

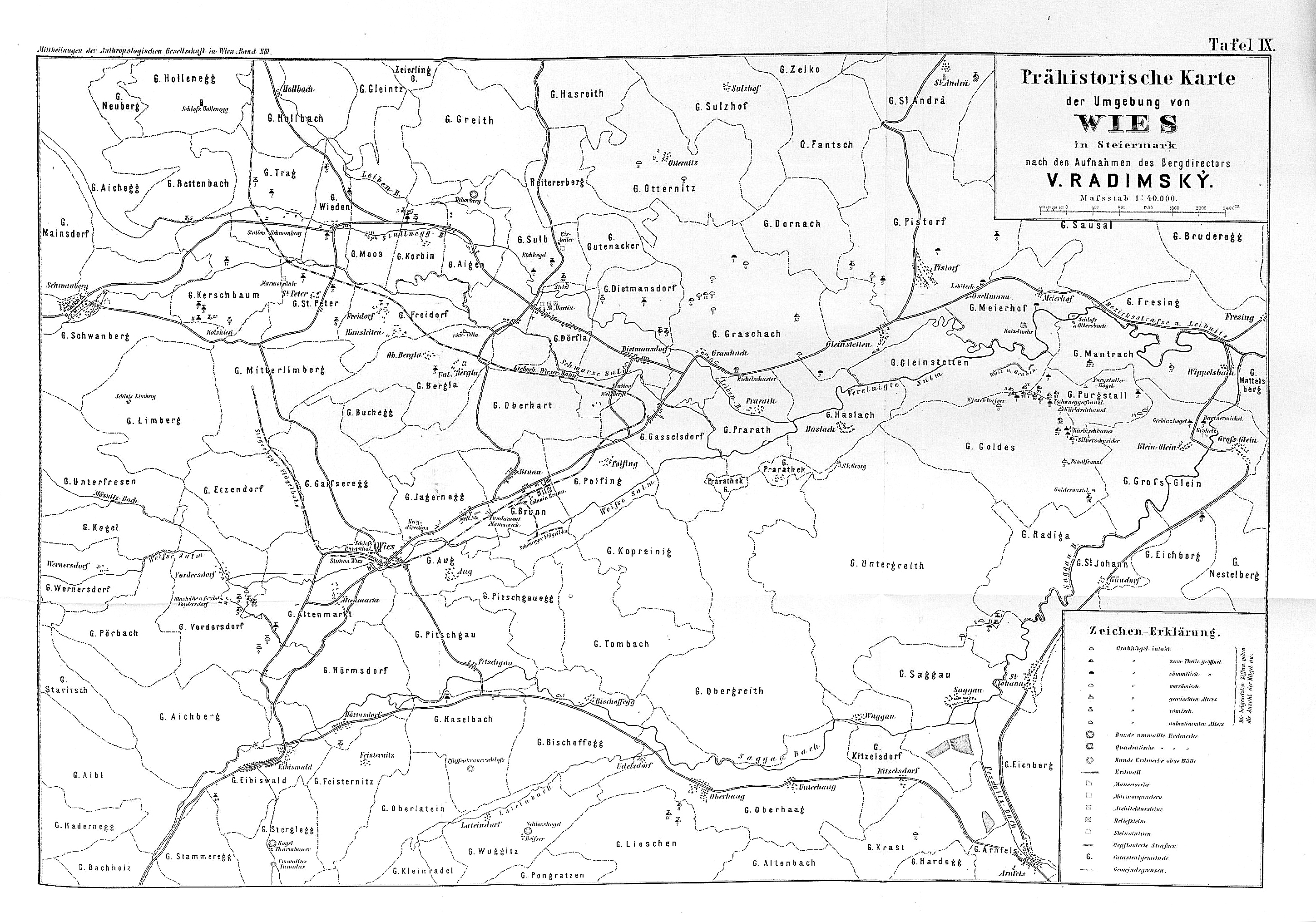
A Sulm völgye egy 1882-es térképen. Pölfing és Brunn a térkép közepén látható

Az önkormányzat 1920-ig a Jagernigg nevet viselte. Területe a régészeti leletek tanúsága szerint már a római időkben is lakott volt. A három falu első említése 1322-ből való Prunn, Jaegernich és Polvanch alakban. 1532-ben a Kőszeg ostromából visszatérő törökök kifosztották. 1680-ban és 1730-ban pestisjárvány sújtotta. 1787-ben területén 78 házban 412-en laktak.
A szénbányászat 1790-ben kezdődött, először Schöneggben, majd később Jagerniggben is. 1860 és 1872 között az addigi főakna mellé négy másik aknát mélyítettek, amelyekből hat, átlagosan 500 méter hosszú tárnát ástak ki. A bányákat 1885-ben a Graz-Köflach vasút- és bányatársaság vásárolta meg. Négy évvel később hatszáz bányász vett részt egy sztrájkban. 1897-ben a főakna beomlott és ezután bezárták. 1929-ig kisebb bányákban folyt a szénbányászat; eközben 1924-ben az akkori főaknát szándékosan beomlasztották.
1934 nyarán a júliusi puccs során a nemzetiszocialisták megpróbálták megdönteni az osztrák kormányt. Pölfing-Brunnban a helyzet nyugodtnak látszott, ezért a csendőrök többségét a nácik által túszul fogva tartott wiesi polgármester kiszabadítására küldték. Este azonban egy teherautónyi puccsista érkezett és a maradék négy csendőrtől az állomás átadását követelte. Ezt megtagadták, mire a nácik elfoglalták a postahivatalt és elvágták a csendőrség telefonvonalát. Mikor már erősítésük is érkezett, a csendőrök  végül megadták magukat. Más településektől eltérően sem lövöldözés, sem vérontás nem történt. A puccs bukása után 66 főt tartóztattak le, köztük több bányászt és néhány puccsistát hosszú börtönbüntetésre ítéltek.
A második világháború után a szénbányászat hanyatlani kezdett és a bányákat fokozatosan bezárták, az utolsóra 1975-ben került sor. 1961-ben elkészült a település új temploma, 1977-ben pedig önálló egyházközséget kaptak. Pölfing-Brunn 1986-ban mezővárosi státuszt kapott.

## Lakosság
A Pölfing-Brunn-i önkormányzat területén 2017 januárjában 1646 fő élt. A lakosság nagy részét korábban a bányászok tették ki, így a szénbányák bezárása után elkezdődött elvándorlásuk. 1971-ben még 2115-en laktak a településen.
2001-ben a helybeliek 97,2%-a volt osztrák állampolgár. 93,9% római katolikusnak, 3,9% felekezeten kívülinek vallotta magát. 

## Látnivalók
- a Mária királynő-plébániatemplom 1961-ben épült
- a szénbányászatot mutatja be az egyik valamikori tárnában 1988-ban nyitott kiállítás

## Fordítás
- Ez a szócikk részben vagy egészben  a   Pölfing-Brunn című német Wikipédia-szócikk ezen változatának fordításán alapul.  Az eredeti cikk szerkesztőit annak laptörténete sorolja fel. Ez a jelzés csupán a megfogalmazás eredetét és a szerzői jogokat jelzi, nem szolgál a cikkben szereplő információk forrásmegjelöléseként.